# Mapania pacifica
Mapania pacifica là loài thực vật có hoa trong họ Cói. Loài này được (Hosok.) T.Koyama mô tả khoa học đầu tiên năm 1959.